# 木こりのろうそく橋
木こりのろうそく橋（きこりのろうそくばし、英語: Lumberjack’s Candle bridge）またはヤトゥカンキュンッティラ橋（フィンランド語: Jätkänkynttilä-silta）は、フィンランドにある橋である。単にろうそく橋 (The Candle Bridge) ともいう。

## 概要
橋は、1987年に着工、1989年に完成され、同年9月28日に開通した。橋は、フィンランド北部の都市、ロヴァニエミの市街地とオーナスヴァーラの丘 (fi:Ounasvaara) とを結んでおり、ケミ川に架けられている。
橋は、フィンランドで最も長い歴史をもつ斜張橋であり、鉄筋コンクリートで造られている。この橋は、国道78号線の一部を構成する道路橋である。
全長は、327 メートルである。幅は、25.5 メートルである。主塔の高さは、47 メートルである。主塔の直径は、2.3 メートルである。最大支間長は、126 メートルである。

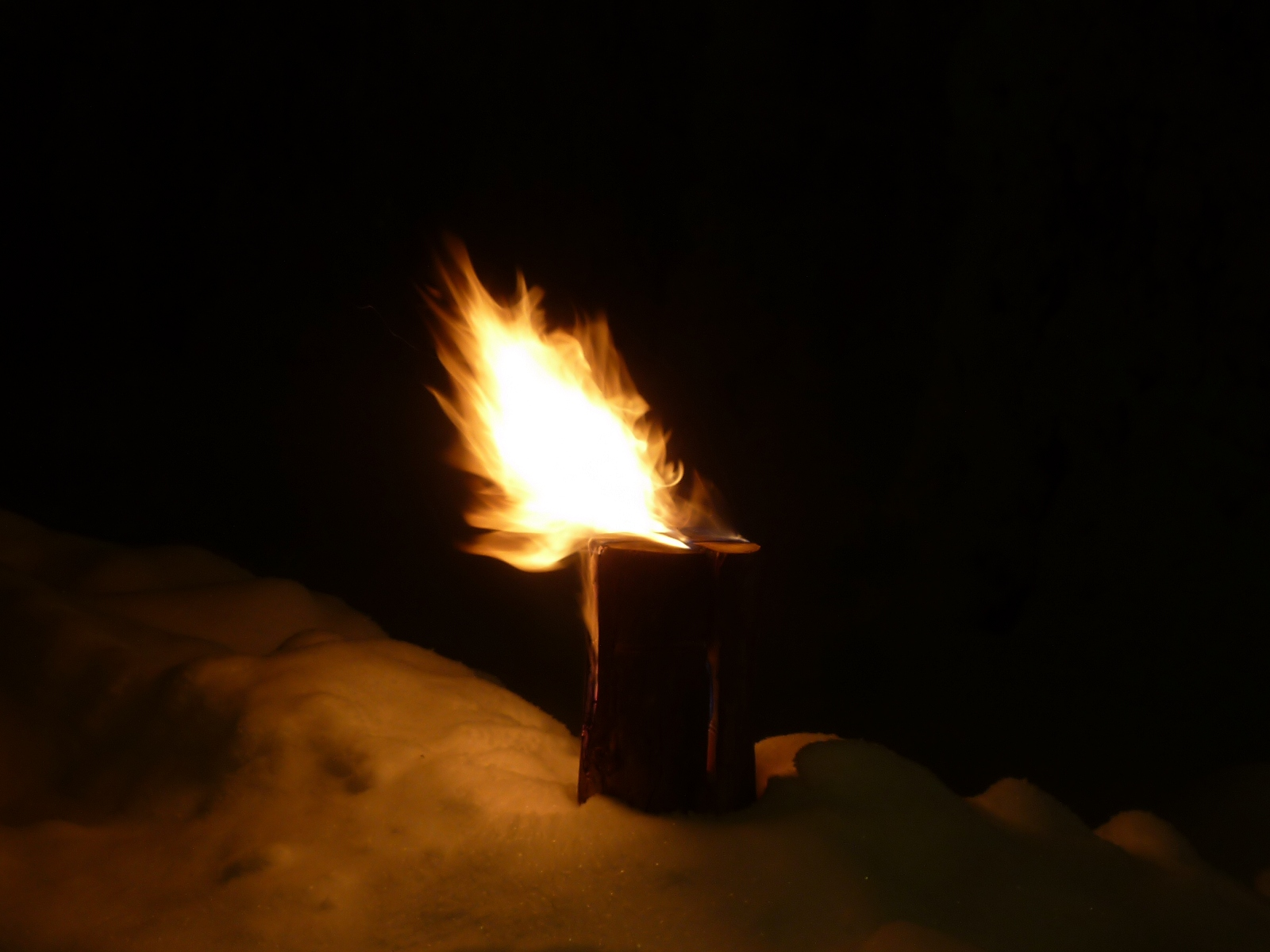
木こりのろうそく

ヤトゥカンキュンッティラ (Jätkänkynttilä) とは、フィンランド語で「木こりのろうそく」という意味をもつ言葉である。木こりのろうそくは、白樺などの丸太の中心に十文字の切り込みを入れ、そこに乾燥させた白樺の樹皮などの火付け材を詰め込み、点火し燃焼させるものである。
橋は、木こりのろうそくをモチーフにしてデザインされた。2本の塔の頂部には、木こりのろうそくの火に似た照明設備が設置されており、夜間に点灯される。
ロヴァニエミは、木材の集積地として繁栄した歴史をもっており、この地では20世紀当時、木こりが最も一般的な職業であった。この橋は、木こりを賞賛するために建設された。
橋の所有者は、フィンランド道路・水路管理局 (Finnish Roads and Waterways Administration, RWA) および Roads and Waterways District of Lapland である。設計は、 SuunnitteluKortes による。チーフデザイナーは、ペッカ・プルキネン (Pekka Pulkkinen) が務めた。1990年、建設工学と環境に関する賞を受賞している。

## 周辺

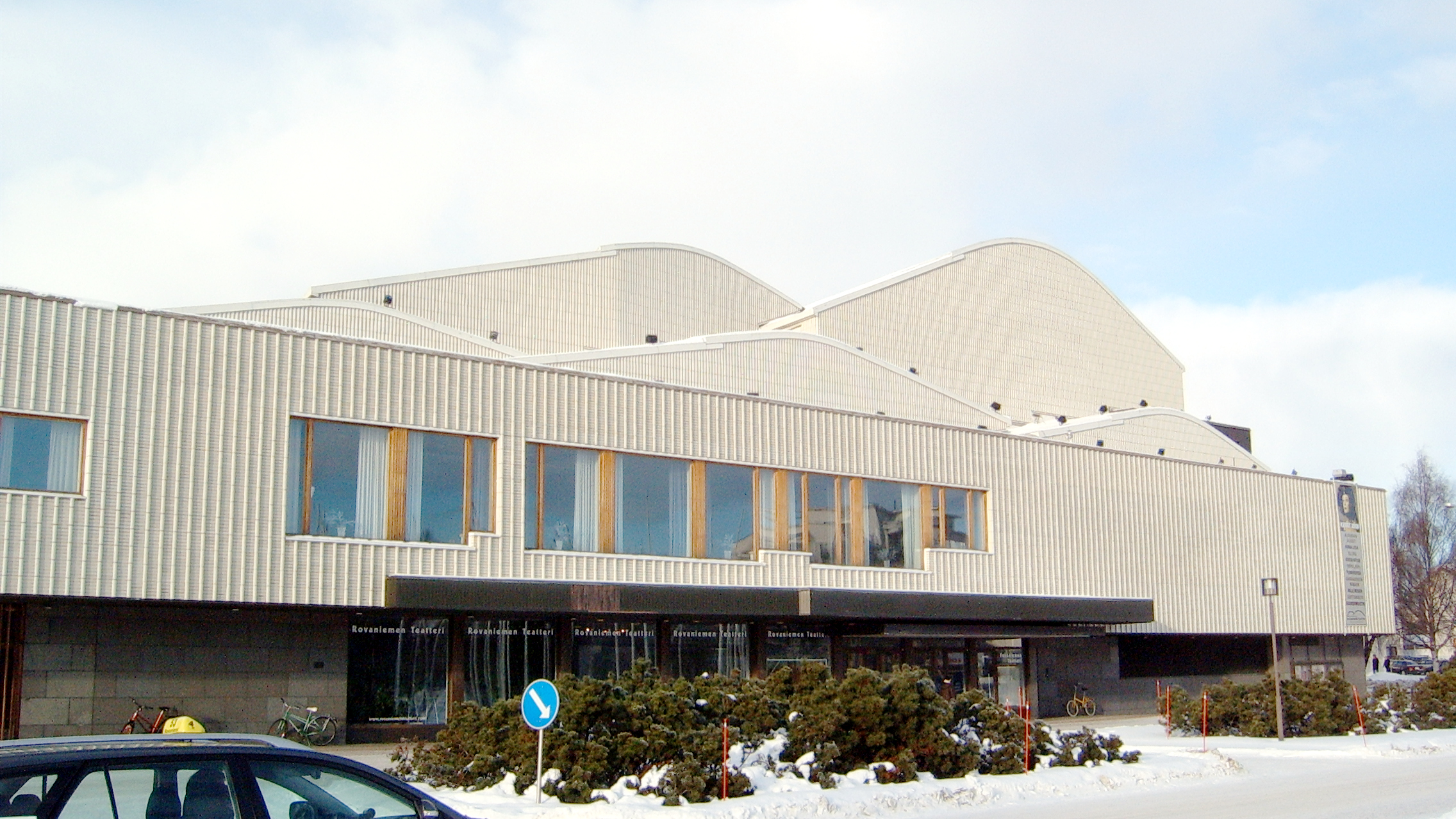
ラッピア・ハウス

ロヴァニエミには、ケミ川の他にオウナス川 (fi:Ounasjoki) が流れており、橋は、この2つの川が合流する地点の付近に位置する。橋の西端にある木こり公園 (Jätkänpuisto) には、木こりの銅像 (fi:Jätkänpatsas) が建っている。

南西へおよそ1キロメートル行ったところには、ロヴァニエミの図書館 (Rovaniemen kirjasto)、ラッピア・ハウス (fi:Lappia-talo)、市庁舎 (kaupungintalo) などがある。